# Zaragoza (Veracruz)
Zaragoza, antes denominada como San Isidro Xumuapan es una población pequeña ubicada al sur del Estado de Veracruz, en México, su nombre original en Náhuatl es Xomoapan, pero con el tiempo ha ido evolucionando hasta convertirse en el nombre original que españolizado es Xumuapan. Es cabecera del municipio de Zaragoza.

## Escudo
El escudo que distingue a esta población es un sol, que quiere decir un nuevo amanecer para todos nosotros que luchamos para un mejor futuro para Zaragoza, un cambio para nuestro pueblo. 
También tenemos los laureles que tiene un significado de victoria de lucha, también vemos los colores verde, blanco y roja, el color que nos caracteriza todos los mexicanos, es el color de nuestra bandera.
En la parte central tenemos un Águila en Vuelo, y en su pico lleva una manta que dice Zaragoza, Veracruz. El águila que es parte del escudo nacional, representa a todos los mexicanos y los zaragoceños como signo de audacia y valentía. 
Arriba del Águila tenemos nuestros orígenes, nuestra cultura, como son dibujos de las ollas de barro, los cómales, las canastas y sus propias ropas, así como una señora tejiendo un refajo, que también es parte de nuestra artesanía o cultura. 
En el recuadro superior derecho tenemos el dibujo de un señor sembrando maíz, pues un 70%, o 80 % son campesinos y la economía del pueblo se basa en la agricultura. 
En el recuadro inferior derecho está dibujada una iglesia, que también es una parte importante del desarrollo del pueblo. 
En la parte inferior del escudo al centro el dibujo de Ignacio Zaragoza, luchador de la patria y del que el pueblo lleva su nombre.

## Orígenes
Probablemente esta población proviene de Oteapan ya que según fuentes de información datan una baja de población en la misma fecha en que esta se formó como hato de ganados San Isidro Xumuapa.
Anteriormente conocida por el nombre de San Isidro Xumuapan, existe controversia acerca de la formación del pueblo ya que se estima que
fueron los nahuas de Oteapan quienes fundaron, en el paraje de Xumuapan, en las orillas del arroyo del mismo nombre, correspondiente a la jurisdicción de Oteapan, el poblado de San Isidro Xumuapan, hoy conocido con el nombre de Zaragoza. La tradición oral refiere que el pueblo fue fundado a principios del siglo pasado. Sus fundadores, los indígenas nahuas provenientes de Oteapan, distante 20 kilómetros al norte, "vinieron de allá arreando un ganado y con las imágenes de San Antonio de Padua y del Señor de la Salud” (García de León 1966:1).
Un total de once familias, quienes buscaban tierras hábiles para la cría de ganado, se asentaron en tres pequeños grupos de viviendas. El antropólogo Elio Alcalá, quien en 1966 estuvo en el pueblo de Zaragoza, refiere que éste se dividía en tres barrios. Para esa época ya habían perdido sus nombres indígenas y solo se les conocía por los tres primeros números ordinales (Primero, Segundo y Tercero). Posiblemente la “conurbación” de las comunidades surge a partir de 1970. La tradición oral habla de caseríos distantes, separados por monte.
La información que nos provee la tradición oral tiene gran importancia, porque incorpora dos elementos que implícita o tácitamente explica el motivo de su fundación: ganado e imágenes religiosas. En efecto, una versión oral expresa que los nahuas de Oteapan establecieron el poblado de Xumuapan como ranchería dedicada a la cría de ganado, seguramente para costear la festividad religiosa de San Antonio de Padua, celebrado el 13 de junio en el calendario litúrgico.
Empero, al tenor de las fuentes documentales, otra es la versión respecto al tiempo de la fundación de pueblo. Ya hemos señalado que en 1705, el alcalde mayor de la Provincia de Coatzacoalcos o Acayucan, Francisco Vargas Luján, por instrucción del virrey Francisco Fernández de la Cueva Enríquez, duque de Alburquerque, averigua los bienes de comunidad de los pueblos indios, haciendo comparecer a los gobernadores y alcaldes de su jurisdicción, entre ellos a los de San Francisco Oteapan, San Francisco Jáltipan y San Felipe y Santiago Cosoleacaque (AGN, Ramos Indios Vol. 97, Fojas 412 y ss).
No existe pues, para esta fecha, referencia alguna de San Isidro Xumuapan. Sin embargo, en el mapa del Istmo de Tecoantepeque y Curso del Río Goazacoalcos, delineado por el ingeniero militar Diego Panis en marzo de 1774 y conservado en el Archivo General de la Nación, aparecen ya los nombres de Oteapan y Xumuapan (ese último en el sitio actual), por lo que la fundación del actual pueblo de Zaragoza hay que ubicarla no en los inicios del siglo XIX como sugiere la tradición oral, sino en la primera mitad del siglo XVIII.

## Etimología
El nombre original del pueblo de Zaragoza es Xumuapan, expresión que en lengua nahuatl proviene de las voces: Xomo-a-pan, existiendo varias versiones que pretenden explicar en forma convincente su significado toponímico. La versión más generalizada sostiene que Xomoapan está compuesta por las palabras: xomotl, una especie de pato pequeño; atl, agua y el locativo pan; significando: “en el agua o río de los patos”, pero más apropiadamente, “en el arroyo de los patos”.
Al decir de Francisco Hernández, en su Nova platarum, animalium et mineralium historia, publicada en Roma en 1651, el xomotl o xumutl es una: “especie de pato o ganso (Avis palmipes et cristata) cuyas plumas usaban los indios para hacerse vestiduras” (Simeon 1994:779). Sahagún, por su parte, al ocuparse de las aves que guardan relación con el agua, refiere que el xomotl es un pato comestible y que reúne las características siguientes:
“tienen tocadillo en la cabeza, son bajuelos de pies negros y anchos; viven en el agua, [y] también en los montes; uno de ellos son pardos otros son negros, otros blancos, otros cenicientos; tienen pluma muy blanda [y] hácese de ellas mantas; estos comen peces, y también maíz” (1989:633).
Melgarejo refiere que el nombre proviene de xúmitl, vasija para lavar maíz y apan, arroyo (1950:44). Sin embargo, otra versión indica que Xomoapan proviene de las voces: xumil, olla con agujeros para lavar nixtamal; atl, agua y el locativo pan; de lo que se desprende: “en el arroyo de xumil” (Sánchez Durán et al 1977:450). Sin embargo, creemos que los autores del Breviario Municipal --de donde hemos tomado esta interpretación- se refieren más bien al xomatli o xumatli, también llamado xomalli o xumalli, expresiones que a juicio de Remi Simeón designan a una cuchara de barro provista de agujeros y empleada para lavar el maíz (1994:779).

## La lengua Nahuatl
Como resultado de esas oleadas humanas, emanadas en la prehispanidad desde la Meseta Central, sobreviven en la actualidad un conjunto de variantes emparentados entre sí desde el Papaloapan hasta la Chontalpa. Los nahuas del sur de Veracruz, a veces llamados “mexicanos” o “aztecas”, son anteriores en la región a la dominación de Tenochtitlan, producto de migraciones efectuadas a partir del derrumbe del periodo Clásico.
Se trata de una variedad arcaica del náhuatl o “mexicano” el cual carece del fonema tl, por lo que Covarrubias emplea el término nahua para referirse a esta vieja variedad (1980:73-74). El nahua de los aztecas es característico por su sonido tl, fonema incorporado alrededor del siglo XII y que no se usaba en la forma antigua (Covarrubias, 1980:73-74). De hecho, las variantes del náhuat están más vinculadas a los “toltecas” que a los “mexihca del valle de México”. Incluso, en un recorrido efectuado por García de León los nahuahablantes de la región de ayahualulco decían hablar la lengua “tolteca” (1992:9, 54).
Los indígenas nahuas y popolucas sobrevivieron al colapso de la conquista y al vasallaje colonial, disminuyendo de 50 mil indígenas en el momento del contacto a 572 tributarios en 1646, es decir, a casi una centésima parte de la población original. Sin embargo, en el siglo XVIII estas comunidades indias, agrupadas en 18 poblados principales, iniciaron un lento repunte demográfico. 
Las variantes dialectales del náhuatl
En vísperas de la conquista el náhuatl era la "lengua franca", el "idioma hegemónico" por la expansión que alcanzó el imperio azteca. Por esto, los españoles acuñaron la expresión generalizante "mexicano", utilizada para llamar: "tanto a la etnia como la lengua hablada por los mexica, por sus aliados de la confederación azteca y aún por otras tribus no emparentadas" (Aguirre Beltrán, 1986:33). Durante la colonia el náhuatl --término que a juicio de Rémi Siméon significa: "lengua armoniosa, que agrada al oído" (1994:305-306)-- fue suplantado por el castellano, la lengua de los conquistadores.
En la actualidad subsisten en diferentes partes de la geografía mexicana un conjunto de variantes del nahua como lenguas marginales, en desuso por las nuevas generaciones y peyorativamente llamados dialectos, término que en lingüística alude a las variantes de una misma lengua. Gracias a las investigaciones realizadas por especialistas, tenemos un conocimiento integral del nahua y sus variantes, pertenecientes al tronco lingüístico uto-azteca o yuto-azteca.
A juicio de Maurice Swadesh, Robert Weitlaner y María Teresa Fernández de Miranda el nahua se divide en tres grandes grupos: el pochuteco (de Pochutla, Oax.), el mexica (hablado por los aztecas) y el conjunto de dialectos actuales (García de León, 1976:41). A partir de un criterio morfológico, Juan Alttman Hasler subdivide el tercer grupo --pues los dos anteriores son lenguas muertas--, integrado por las variantes actuales del nahua en México y Centroamérica en cuatro subgrupos:
a) Nahua del Oeste: Representado por las variantes de Cazcán, Jalisco, Michoacán, Guerrero, sur del Estado de México y suroeste del estado de Morelos.
b) Nahua Central: Integrado por las variantes que se hablan en el Distrito Federal, Norte de Morelos, Puebla-Tlaxcala, Norte de Oaxaca y porción central de Veracruz (Amatlán, entre otros).
c) Nahua Septentrional: Hablado en La Huasteca (Huejutla, Hidalgo; Matlapa, San Luis Potosí; y Chicontepec, Veracruz).
d) Nahua del Este: Engloba las variantes de Zacapoaxtla (Sierra Norte de Puebla), Zongolica (centro de Veracruz), Pipil del Golfo y Pipil Centroamericano (Guatemala, El Salvador, Nicaragua y Costa Rica) (Ibíd., 47).
A su vez, García de León incluye en el penúltimo subgrupo al náhuat que se hablan en Santiago Tuxtla, San Andrés Tuxtla, Mecayapan, Pajapan, Oteapan, Soconusco, Jáltipan, Cosoleacaque, Ixhuatlán del Sureste y Moloacán, en el Estado de Veracruz; y en San Felipe Río Nuevo (Cárdenas), Tecominoacán (Huimanguillo), Cupilco (Comalcalco), Boquiapan y Jalupa (Jalpa de Méndez) y en la segunda sección de Huimango (Cunduacán), en el Estado de Tabasco (1976:9). Entre estas variantes existe un alto nivel de entendimiento, con la excepción de Jalupa, inentendible para las demás por el desarrollo especial de sus peculiaridades fonológicas, por lo que plantea la siguiente clasificación:
1. Los Tuxtlas.
2. Pajapan, casi idéntico al anterior.
3. Jáltipan-Soconusco, estrechamente relacionado con los anteriores.
4. Mecayapan.
5. Oteapan-Zaragoza, ligado al anterior.
6. Cosoleacaque y demás pueblos ahualulcos.
7. Cupilco-Boquiapan, muy ligado al de Cosoleacaque.
8. Jalupa-Huimango, el más separado de los anteriores (Ibíd., 22, 24).
Como podemos apreciar, el náhuat hablado en el municipio de Cosoleacaque se agrupa en lo que García de León llama náhuat del Golfo y que Hasler denomina Pipil del Golfo. De acuerdo al primero, la expresión nahua pipil alude a los sobrevivientes de “aquellos antiguos pipiltin (“príncipes”) o toltecah”, provenientes de la altiplanicie mexicana, quienes se establecieron --entre otras porciones de la costa del Golfo-- “en la cuenca del Coatzacoalcos y el oriente de la Sierra de Soteapan, en el este del Coatzacoalcos y la región de los Ahualulcos y en la Chontalpa tabasqueña” (1992:10).
En algunas fuentes del siglo XVI, como en la Relación Geográfica de Coatzacoalco de 1580, esta lengua fue llamada “mexicano corrupto” (Cangas, 1984:XII), en una etnocéntrica apreciación que considera al náhuatl de los aztecas como la lengua “clásica”. Incluso existen documentos escrito en náhuat, como la “Petición de los indios de los Aguelulcos”, presentada por los principales de éstos pueblos a Joseph de Solís --cuando en 1599 intentó congregarlos--, misma que fue traducida al castellano por el intérprete Gaspar de Solís (1945:466-469).

## Reparto de las tierras comunales
El gobierno implementó la política de fraccionar las tierras comunitarias en propiedad privada, con el propósito de “transformar a los indígenas en pequeños propietarios, acorde a la nueva política de desarrollo agrícola, y permitir a los mestizos el acceso a las tierras indígenas” (Buckles et al 1991:5). Los nativos, ante la presión constante de las autoridades del Estado y para amortiguar “un cambio brusco en el tipo de propiedad de la tierra” optaron por una forma de tenencia llamada condueñazgo: dividieron sus tierras en grandes lotes, titulados a nombre de una sola persona, designado jefe de lote y representante de un grupo más extenso de personas con “acciones” o derechos a las tierras (Idem.).
El Gobernador del Estado, Francisco Hernández y Hernández, informaba el 13 de octubre de 1871 que Zaragoza y Oteapan tenían terrenos comunales, pero: “Ninguna operación ha practicado para el reparto de sus terrenos” (Blázquez 1986:II:1148). Tuvieron que transcurrir alrededor de dos décadas para que las tierras comunales fueran repartidas en grandes lotes entre el vecindario de Zaragoza y el de Oteapan. El efecto, el 30 de marzo de 1892 se levantó el plano del reparto que efectúo el Ayuntamiento de Zaragoza, fraccionando las tierras comunales entre sus vecinos y los de Oteapan. Sin embargo, estaba pendiente la aprobación del Gobierno del Estado por una queja elevada por varios vecinos. 
La memoria del gobernador Teodoro A. Dehesa (16 de septiembre de 1894) expresaba concretamente que Oteapan no poseía terrenos comunales que repartir. Sus vecinos tuvieron el derecho de ser agraciados en el reparto que realizó el pueblo de Zaragoza “al que cedió Oteapan sus terrenos para que ambos fueran repartidos” (Blázquez 1986:VIII:4285-6). El Gobernador del Estado había autorizado al Ayuntamiento de Oteapan para que comprara el terreno de su fundo legal, “como lo verificó, y pendiente el arreglo del apeo y deslinde del mismo terreno por haber formulado un colindante, una vez que ésta sea resuelta, se procederá a la división y reparto en la forma prevenida por la ley” (Idem. 4285-6).
El mismo Teodoro A. Dehesa informaba --el 16 de septiembre de 1896-- que habían sido aprobados por el gobierno los contratos celebrados entre ambos municipios con el C. Alfredo Montanaro, para que el reparto de los terrenos comunales, “en virtud de haber ocurrido varias quejas contra el que se había hecho con anterioridad, por no haberse respetado los derechos de los terratenientes, como manda la ley”. En el primer reparto se beneficiaba sólo a 225 agraciados, pero es “mucho mayor el número de los que tendrán parte en el que últimamente se ha mandado practicar” (Blázquez 1986:IX:4659).

## Gramática dialectal
Un ejemplo de ello sería identificado la siguiente gramática dialectal del nahuatl huasteca (Oteapan-San Isidro Xumu-apan): la palabra Xumuapan quiere decir "El río de los patos".

## Geografía física
Medio físico
Localización
Se encuentra ubicado en la zona suroeste del Estado, en las coordenadas 17° 57’ latitud norte y 94° 39’ longitud oeste a una altitud de 20 metros sobre el nivel del mar. Limita al norte con Oteapan, al sur y al este con Cosoleacaque, y al oeste con Jaltipan. Su distancia aproximada de la cabecera municipal a la capital del Estado, por carretera es de 470 km, y por autopista es de 392 km. 

Extensión
Tiene una superficie de 41.83 km². Cifra que representa un 0.06% total del Estado.
Orografía
El municipio se encuentra situado en la zona suroeste del estado, su orografía se compone básicamente de suelo plano. 
Hidrografía
Al municipio lo riegan pequeños ríos que son tributarios del río Coatzacoalcos. 
Clima
Su clima es cálido-regular con una temperatura promedio de 25 °C; su precipitación pluvial media anual es de 1,500 mm. 
Principales ecosistemas 
Flora
La vegetación del municipio es de tipo bosque alto perennifolio y bosque tropical caducifolio. 
Fauna
Existe una gran variedad de animales silvestres, entre los que se encuentran: pequeños mamíferos, reptiles, aves, especies acuáticas y una gran variedad de insectos. 
Recursos naturales 
Su flora y la fauna. 
Características de uso del suelo
Su suelo es de tipo luvisol, se caracteriza por tener acumulación de arcilla en el subsuelo, con tonalidades de claro a rojo y susceptibilidad a la erosión.

## Infraestructura social y de comunicaciones
Educación
La educación básica es impartida por 5 planteles de preescolar, 11 de primaria, 1 de secundaria. 
De acuerdo al Conteo de Población y Vivienda 1995, el municipio cuenta con un alto grado de analfabetismo dado que el 32% de la población mayor de 15 años es analfabeta. 
Salud
En este municipio la atención de servicios médicos es proporcionada por 1 unidad médica de la Secretaría de Salud. Cabe señalar que en esta municipalidad se prestan los servicios de consulta externa. 
Abasto
El municipio satisface sus necesidades de abasto mediante 1 tienda DICONSA, así como tiendas de abarrotes, papelerías y farmacias. 
Deporte
El fomento deportivo para su práctica y desarrollo cuenta con 2 canchas de usos múltiples, estos servicios son proporcionados por la Dirección General de Educación y Física del Estado. 
Vivienda
Acorde a los resultados preliminares del censo 2000, se encontraron edificadas en el municipio 1,674 viviendas, con un promedio de ocupantes por vivienda de 5.34, la mayoría son propias y de tipo fija, los materiales utilizados principalmente para su construcción son cemento, tabique, ladrillo, madera y lámina. Así como también se utilizan materiales propios de la región. 
De acuerdo a los resultados que presenta el II Conteo de Población y Vivienda del 2005, en el municipio cuentan con un total de 2,003 viviendas de las cuales 1,985 son particulares.

## Cronología de hechos
1476:	Fue fundado por los indígenas de Oteapan a principios del siglo pasado en el paraje denominado "San Isidro Xumuapan". Aparece ya en un mapa de la jurisdicción de Acayucan en su actual sitio.
1803-1805:	Se cree que posiblemente en estas fechas fue fundado. Período que Oteapan registra un decrecimiento demográfico de 126 familias indias que tenían en 1803, para 1815 contaban con solo 106, disminuyendo 20 familias, sin contar el número de familias que se conformaron en ese período, en ese lapso los indígenas fundaron un Hato de ganado con el nombre de "San Isidro Xumuapan".
1862:	Por decreto se establece la inscripción del nombre de Ignacio Zaragoza en el salón de sesiones de la H. Cámara de Diputados
1863:	Los indígenas de Xumuapan tomaron participación en el combate del 18 de octubre de 1863.
1864:	Poco después de consumada la intervención Francesa en el sur de Veracruz, los nativos de Xumuapan realizaron gestiones ante las autoridades del estado para lograr su autonomía utilizando en parte su participación en el combate del arroyo de Totoapan.
1865:	La H. Legislatura del estado expidió el decreto fechado el 9 de agosto y sancionado por el gobernador C. Alejandro García. El decreto dispuso la elevación de la ranchería de San Isidro Xumuapan, al Rango del pueblo con nombre de San Isidro Zaragoza, acto que equivalió a la fundación de San Isidro Zaragoza
(fuente Inegi 2005).